# Fani Popowa-Mutafowa
Fani Popowa-Mutafowa (Фани Попова-Мутафова; * 16. Oktober 1902 in Sewliewo; † 9. Juli 1977 in Sofia) war eine bulgarische Schriftstellerin, die hauptsächlich historische Themen verarbeitete.

## Werdegang
Popowa-Mutafowa verbrachte einen Teil ihrer Kindheit in Italien und lebte ab ihrem zwölften Lebensjahr in Bulgarien. In den 1920er Jahren erfuhr sie Anerkennung für die psychologische Einfühlsamkeit ihrer Geschichten. Durch ausgedehnte Recherche in den Archiven versuchte sie zum Beispiel in ihren Romanbiographien eine möglichst große geschichtliche Authentizität zu erreichen. Nach dem Urteil des bulgarischen Dichters Kiril Christow war Fani Popowa-Mutafowa die größte bulgarische Schriftstellerin und zählten ihre historischen Romane zu den besten der Weltliteratur.
Während des Zweiten Weltkrieges war Popowa-Mutafowa Teilnehmerin am Weimarer Dichtertreffen und Mitglied der in Deutschland initiierten Europäischen Schriftsteller Vereinigung (ESV). Deswegen wurde ihr nach dem Krieg eine faschistische Einstellung vorgeworfen und sie wurde zu einer zweijährigen Freiheitsstrafe verurteilt.

## Werke
- 1927 – Жената с небесната рокля (Die Frau mit dem himmlischen Rock),
- 1929 – Жената на приятеля ми (Die Frau meines Freundes),
- 1929/30 – Солунският чудотворец (Der Wundertäter von Solun/Thessaloniki)
- 1933 – Недялка Стаматова (Nedjalka Stamatowa),
- 1935 – Велики сенки (Große Schatten),
- 1936 – Дъщерята на Калояна (Kalojans Tochter),
- 1937 – Иван Асен II (Iwan Assen II.),
- 1938 – Йоан Асен (Joan Assen),
- 1939 – Боянският майстор (Der Meister von Bojana),
- 1939 – Последният Асеневец (Der letzte Assenide),
- 1972 – Д-р П. Берон (Dr. P. Beron)

### Übersetzung
- Der letzte der Assenows. Übers. aus d. Bulgar. v. Meli M. Schischmanow (1896–1962). Karl H. Bischoff Verlag, Berlin 1942 DNB
- Joan Assens Ruhm und glückliche Zeit. Historischer Roman. Übers. aus d. Bulgar. v. Boschana Blagoewa (Божана Благоева) & Karl Seeliger. Karl H. Bischoff Verlag, Berlin 1944 DNB